# Lac Pannonien
Le lac Pannonien est le dernier avatar hydrographique et paléogéographique de la mer de Pannonie issue de la « mer Paratéthys » ou encore « mer Sarmatique » qui s'étendait au Miocène depuis les Alpes en Europe jusqu'à la mer d'Aral en Asie centrale, et qui est elle-même un reste de l'« océan Téthysien » antérieur. Durant le Pliocène l'ancienne Paratéthys se subdivisa en plusieurs bassins intérieurs qui finirent par ne plus être reliés les uns aux autres et qui, recevant de grands apports d'eau douce pendant les phases interglaciaires, devinrent saumâtres (10 à 20 grammes de sel par litre au lieu de 35-36 dans les mers et océans du globe).

## Développement paléogéographique

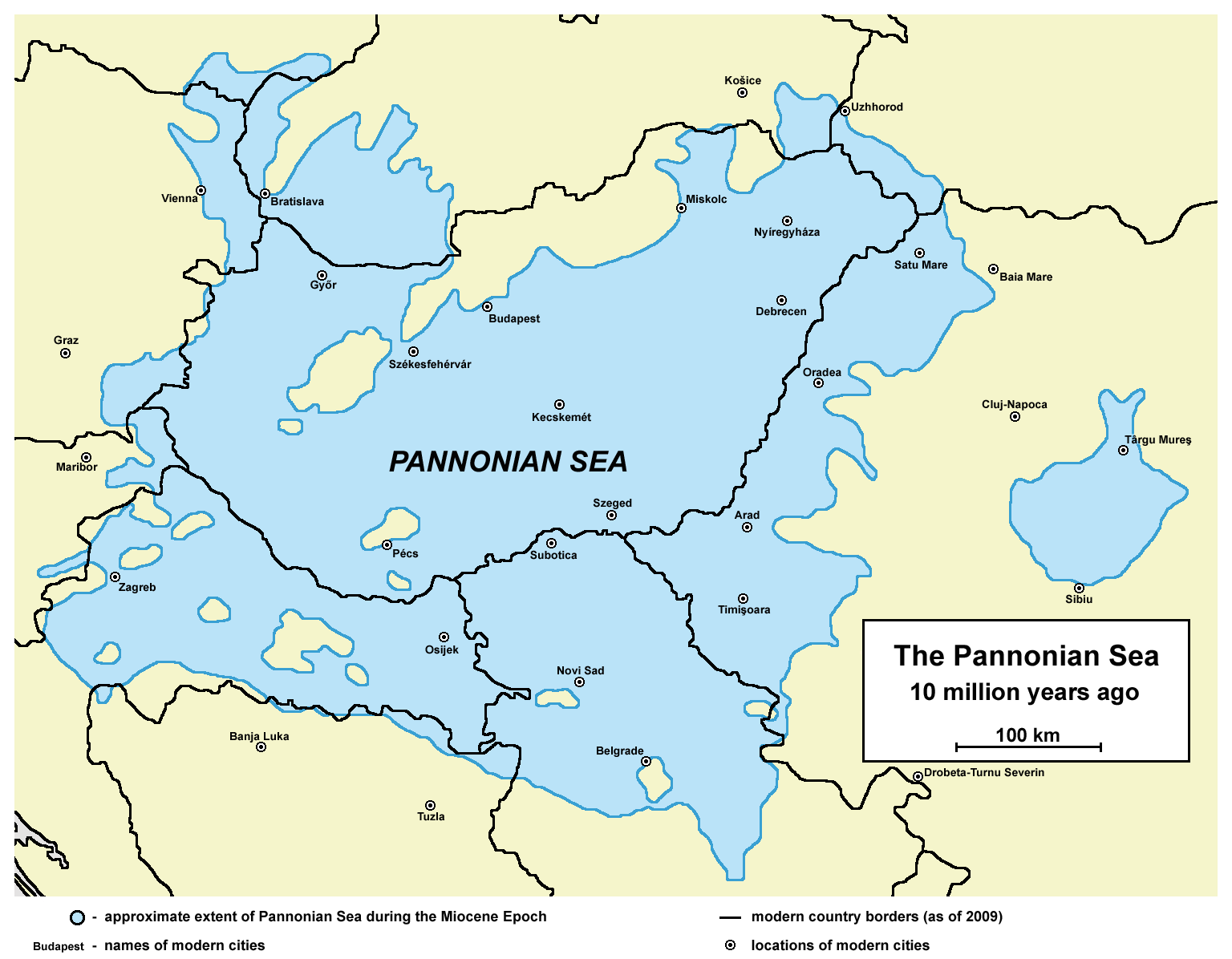
La mer de Pannonie.

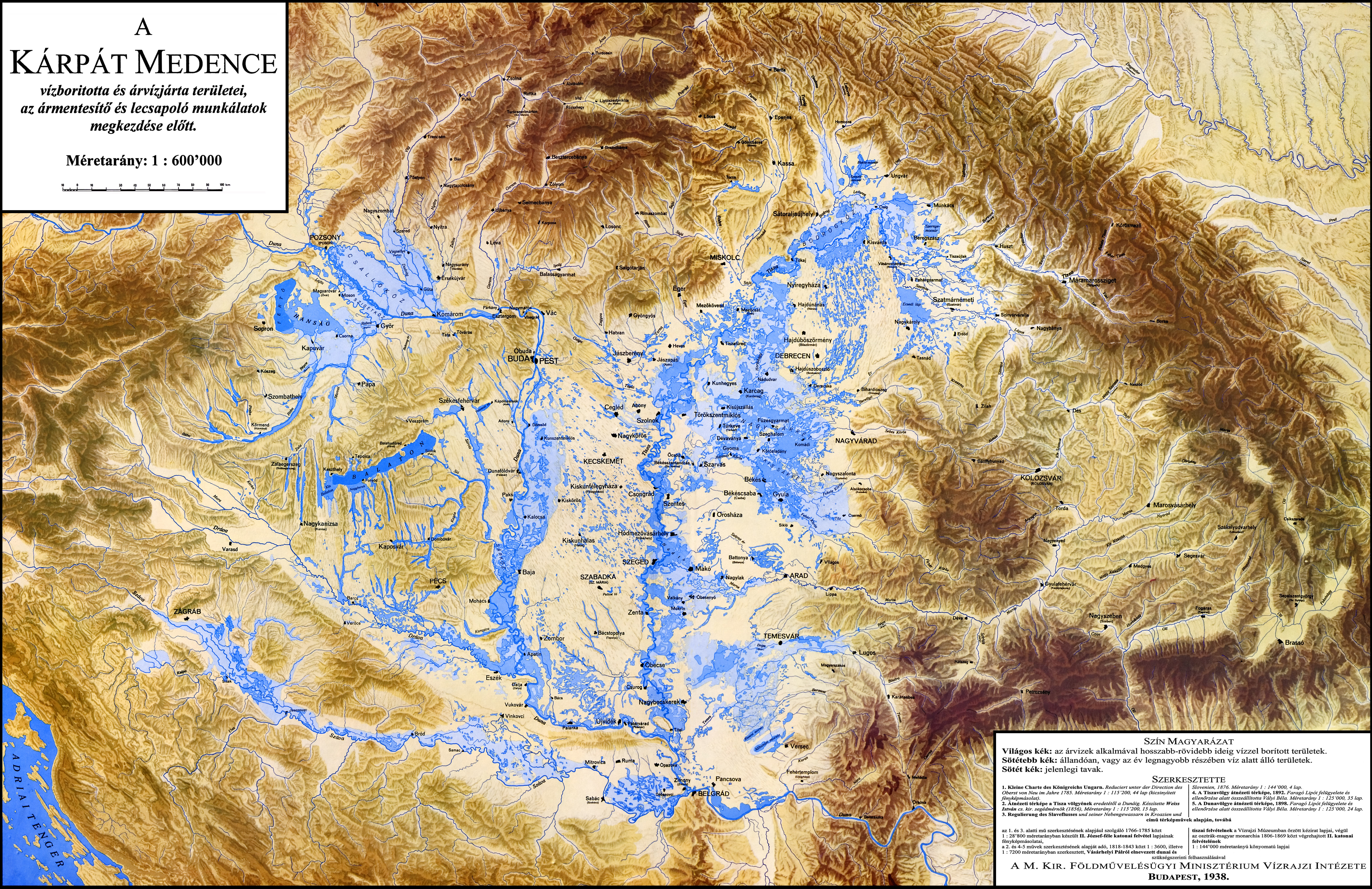
En bleu les restes du lac Pannonien au XVIIIe siècle.

Le lac Pannonien proprement-dit s'est formé à l'Eémien par l'isolement des eaux les plus occidentales de l'ancienne Paratéthys à la suite de la lente élévation des Carpates et des Dinarides. Progressivement et par les apports du proto-haut-Danube (ou « Danube Rhéto-Norique ») et de ses affluents, le bassin était devenu un lac d'eau douce, tandis que les actuelles mer Noire, mer Caspienne et mer d'Aral sont les vestiges salés de cette ancienne mer disparue, à ceci près que la mer Noire était aussi devenue un lac d'eau douce au Préboréal, sa re-salinisation relative (18 grammes de sel par litre au lieu de 35 dans les autres mers et océans) étant intervenue il y a 7000 ans lors de l'ouverture des Dardanelles et du Bosphore au Subboréal.
À sa plus grande extension, le lac Pannonien couvrait une vaste portion de l'Europe centrale comprenant principalement des territoires des actuelles Slovaquie méridionale, Hongrie, Serbie septentrionale (Voïvodine) et Roumanie occidentale (Banat et Crișana). Plus à l'ouest, il a pu dans ses phases hautes couvrir le bassin viennois. La baisse du niveau des eaux et l'alluvionnement fragmentent le lac Pannonien durant l'Holocène.
Au Vistulien, le lac Pannonien se déversait déjà par les « Portes de Fer » dans le proto-bas-Danube (ou « Danube pontique »).

## Disparition
Au Subboréal paléolithique le lac Pannonien a progressivement laissé place à l'actuelle plaine de Pannonie, au moyen-Danube et à ses affluents dont les principaux sont la Drave, la Save et la Tisza. Le Danube actuel est alors formé. La plaine Pannonienne reste extrêmement marécageuse (et poissonneuse), servant de bassin d'absorption des crues du Danube et de ses affluents jusqu'à l'époque moderne (XVIIIe siècle). Les populations qui s'y sont succédé (cultures néolithiques, Agathyrses, Celtes, Iazyges, Gépides, Huns, Lombards, Avars, Slaves, Magyars) se sont adaptées à ce milieu, connaissant le labyrinthe des bucka (hauteurs non-inondables, où se trouvaient les huttes, les étables en joncs et les puits d'eau potable) et des heles-tö (creux toujours en eau). Ces populations les utilisaient pour l'élevage extensif (où, selon les ossements, dominaient buffles, chevaux et ovins) et la pisciculture. Le milieu a aussi servi de refuge aux proscrits. Après les grands travaux de drainage du XIXe siècle, le lit de l'ancien lac Pannonien est devenu une riche plaine céréalière (Alföld, Puszta).